# Avenida de las Cortes Valencianas

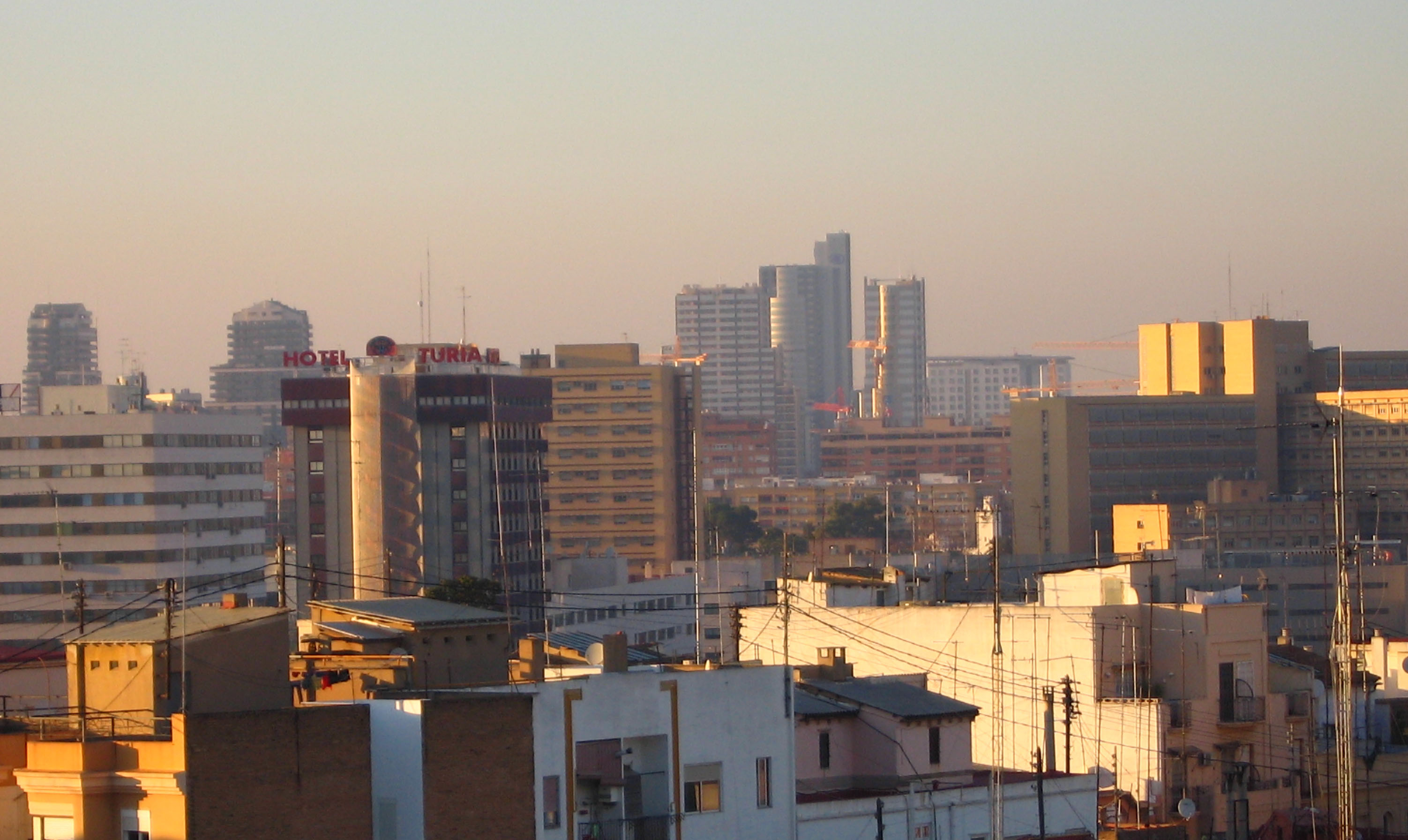
Skyline de las Cortes Valencianas

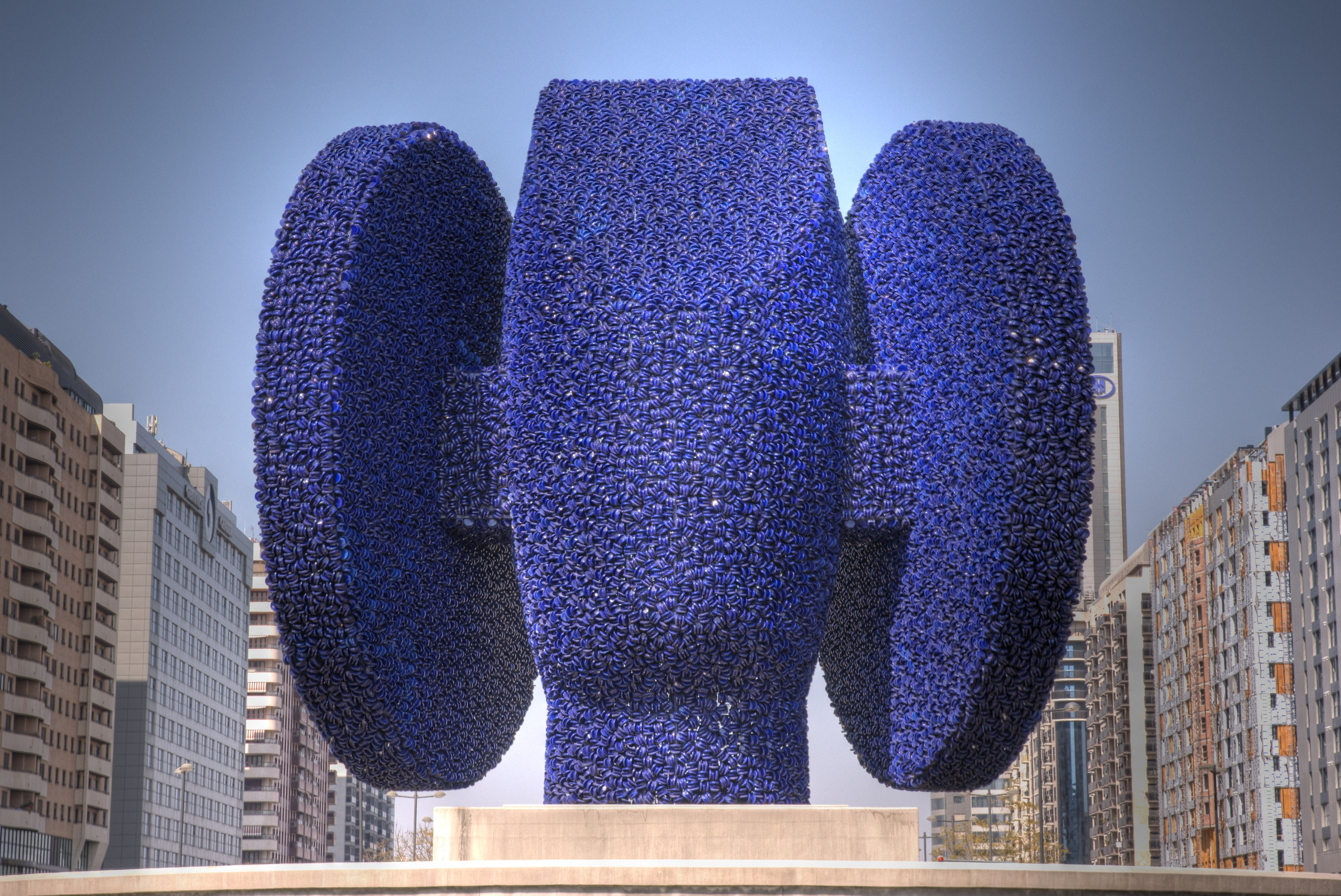
Dama Ibérica

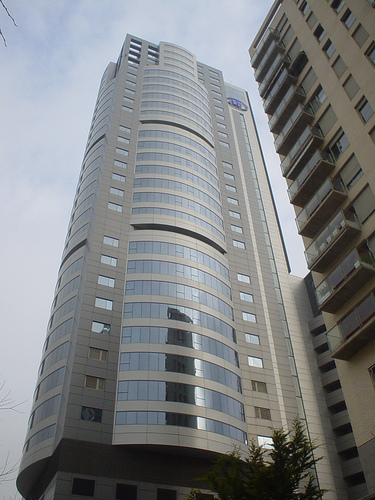
Hotel Meliá Valencia

La avenida de las Cortes Valencianas (en valenciano avinguda de les Corts Valencianes) es una gran avenida del noroeste de la ciudad de Valencia (España). 
Separa el distrito de Benicalap (al este) del distrito de Campanar (al oeste). Se inicia en el cruce de la avenida del General Avilés con el final de la avenida de Pío XII, y finaliza en el comienzo de la autovía del Turia  CV-35 . 
Es una vía de gran capacidad al disponer de cuatro carriles en cada dirección en la parte central, más dos carriles en cada dirección en las vías de servicio laterales, además de un carril para bus y taxi también en cada dirección. El motivo de su alta capacidad se debe a la elevada frecuencia de vehículos que sufre a diario al tratarse de uno de los principales accesos a la ciudad desde el noroeste.
También es el distrito financiero de la ciudad, y una zona representativa de la arquitectura del siglo XXI en Valencia, al contar con 2 rascacielos de 90 metros (Torres Gemelas Las Llaves de Oro), 1 de 93 (Ademuz 2(Novotel Eurostars Valencia)), uno de 95 (Residencial Ademuz 1), uno de 117 (Torre Hilton) y unos 15 de 50 metros entre los que destacan el hotel Sorolla, el Sorolla (World) Trade Center, el Géminis Financial Center y el moderno Columbia 15, con una fachada triangular y diagonal y una torre de cristal como estructura secundaria. En el futuro, esta avenida se expandirá más aún con la finalización del nuevo campo de fútbol Mestalla y la construcción de la Torre Columbia, un rascacielos de 30 plantas y 114 metros de alto que pondrá fin al plan de edificios de altura de la avenida y que será a la vez la "torre gemela" de la Torre Hilton, cambiando solo en la leve diferencia de nº de plantas y altura de apenas tres metros y con el cambio de que la fachada del Columbia será blanca y la estructura central del edificio, la que contiene los ascensores, será totalmente de cristal, al igual que la del Columbia 15.

## Nombre
Debe su nombre a las Cortes Valencianas, el parlamento valenciano. Las Cortes Valencianas son el órgano legislativo de la Generalidad Valenciana y, por tanto, de la Comunidad Valenciana. Representa el pueblo valenciano a través de sus parlamentarios elegidos por la vía de sufragio universal directo, libre y secreto.

## Historia
La avenida de las Cortes Valencianas formaba parte de la Pista de Ademuz hasta que fue integrada en la década de los 90 del siglo XX dentro del núcleo urbano de la ciudad. Esta autovía conecta la capital con las principales zonas del noroeste del Área Metropolitana de Valencia, concretamente las comarcas de Huerta Norte y Huerta Oeste, el Campo de Turia, Los Serranos (o Serranía) y el Rincón de Ademuz, razón por la cual es conocida como "Pista de Ademuz". 
Desde su urbanización se ha convertido en punto de referencia y vanguardia de la arquitectura contemporánea en la ciudad, además de centro de negocios y de alojamiento al construirse diversos edificios de oficinas, hoteles y el Palacio de Congresos de Valencia.

## Elementos importantes
- Nou Mestalla: Nuevo estadio del Valencia Club de Fútbol cuyas obras se iniciaron en 2007 pero que se encuentran paralizadas desde 2009 por falta de liquidez del club. Según el proyecto inicial, se tratará de un estadio con capacidad para más de 70.000 espectadores y que contará con la calificación de 5 estrellas de la UEFA.
- Dama Ibérica: Escultura en el centro de la rotonda que se encuentra en el cruce de la avenida con la calle de La Safor. Se trata de un homenaje a la Dama de Elche, obra donada por el artista valenciano Manolo Valdés a la ciudad en 2007, con un coste total de 2,4 millones de euros, de los cuales la mitad los pagó la ciudad y el resto las empresas Rosal, SL, del grupo Lladró, y Vallehermoso. Se trata de una figura de 20 metros de altura formada por piezas de cerámica vidriada de color azul, réplicas de la escultura grande.[1]
- Torre Hilton: Edificio más alto de la ciudad con 117 metros y 35 plantas diseñado por el arquitecto Norman Foster y construido entre 2003 y 2006. Fue inaugurado en 2007 como Hotel Hilton de 5 estrellas, pero en 2009 fue puesto en venta y adquirido por la cadena Meliá. Actualmente acoge el Hotel Meliá Valencia.[2]
- Palacio de Congresos: Edificio multifuncional inaugurado en 1998 obra del arquitecto Norman Foster y considerado en 2010 como el Mejor Palacio de Congresos del Mundo[3] por la Asociación Internacional de Palacios de Congresos (AIPC).[4] Está proyectada su ampliación en un solar anexo.
- Casino Cirsa Valencia: Casino del grupo Cirsa diseñado por el arquitecto valenciano José María Lozano e inaugurado en 2010.[5]
- Torre IKon: Rascacielos residencial en construcción que contará con 30 plantas y más de 200 viviendas. Se situará a la derecha del Hilton y medirá 114m.

## Transportes
Los autobuses de la EMT de Valencia de las líneas 62 (Benimámet-Estación del Norte) y N3 (Plaza del Ayuntamiento-Benimámet) discurren por la avenida.
La Estación de Beniferri de la línea 1 de MetroValencia se encuentra subterránea bajo el centro de la avenida, a la altura de la calle de La Safor. Debe su nombre a la proximidad de la antigua pedanía de Beniferri. A 500 metros se encuentran cuatro estaciones de la línea 4 del tranvía de MetroValencia, concretamente las de: Benicalap, Garbí, Florista y Palau de Congressos.